# Dore (rivière)
Pour les articles homonymes, voir Dore.
La Dore est une rivière française dont la majeure partie du bassin est située dans le département français du Puy-de-Dôme en région Auvergne-Rhône-Alpes. Longue d'environ 140 km, elle est l'un des trois principaux affluents de l'Allier (avec la Sioule et l'Alagnon). Elle prend sa source dans les monts du Livradois et se jette dans l'Allier en rive droite quelques centaines de mètres avant son entrée dans le département du même nom.

## Hydronymie
La rivière est nommée Dòra en occitan. Ses deux noms français et occitan sont apparentés à ceux du Douro (Espagne, Portugal) et des Doire (Dora) du Piémont (Italie), son nom provient de la racine hydronymique Dur/Dora, très fréquente en France dans les Alpes et le Massif central : Doré, Dorre, Dour, Dure, Duire, Doron, Duriès... Thur en Suisse. Dour à Douvres...). 
Son origine est celtique, elle provient, en effet, du mot de langue gauloise « dubron » : « cours d'eau », « rivière ».

## Géographie
Sa vallée sépare les monts du Forez, à l'est, et les monts du Livradois, à l'ouest.
Sa source officielle se trouve sur le territoire de Saint-Bonnet-le-Bourg, au lieu-dit « Bois de Berny », à 1 065 m d'altitude. Elle est d'abord appelée ruisseau de Berny puis ruisseau d'Aubianges avant de prendre son nom définitif à son arrivée sur le territoire de Doranges lorsque les eaux de celui-ci se mêlent à celles du ruisseau prenant sa source dans l'étang de Marchaud. Dans ses premiers kilomètres, elle coule dans une direction nord-sud puis s'infléchit radicalement au niveau de Saint-Alyre-d'Arlanc pour prendre une direction sud-nord et emprunter la Limagne d'Ambert. Cet infléchissement, semblable à celui du cours de la Dolore, un de ses principaux affluents, est aussi caractéristique de nombreux cours d'eau dans le Massif Central, y compris la Loire.
Elle traverse Ambert et Vertolaye à l'écart de leurs bourgs et Courpière juste en dehors de son centre historique, et passe de plus à proximité immédiate de Sauviat, Néronde, Peschadoires, Thiers, Noalhat, Dorat et Puy-Guillaume.
Son confluent avec l'Allier se trouve à la hauteur de Ris en amont de Saint-Yorre (près de Vichy) et en aval de Puy-Guillaume.
Deux centrales hydro-électriques ont été construites pour bénéficier de son débit : centrale dite de Sauviat (à cheval sur la commune de Saint-Flour) et centrale d'Olliergues.
La Dore constitue la véritable épine dorsale du parc naturel régional Livradois-Forez. Son débit a fortement diminué depuis le XIXe siècle, par suite du reboisement intensif pratiqué dans les monts du Livradois et du Forez, consacrés pendant de longs siècles à des activités de pâturage. La diminution de ce débit a ainsi entraîné la disparition de centaines de moulins situés sur la Dore et ses affluents, accélérant ainsi la disparition, dans l'arrondissement d'Ambert, de l'industrie papetière, jadis réputée dans la France entière.

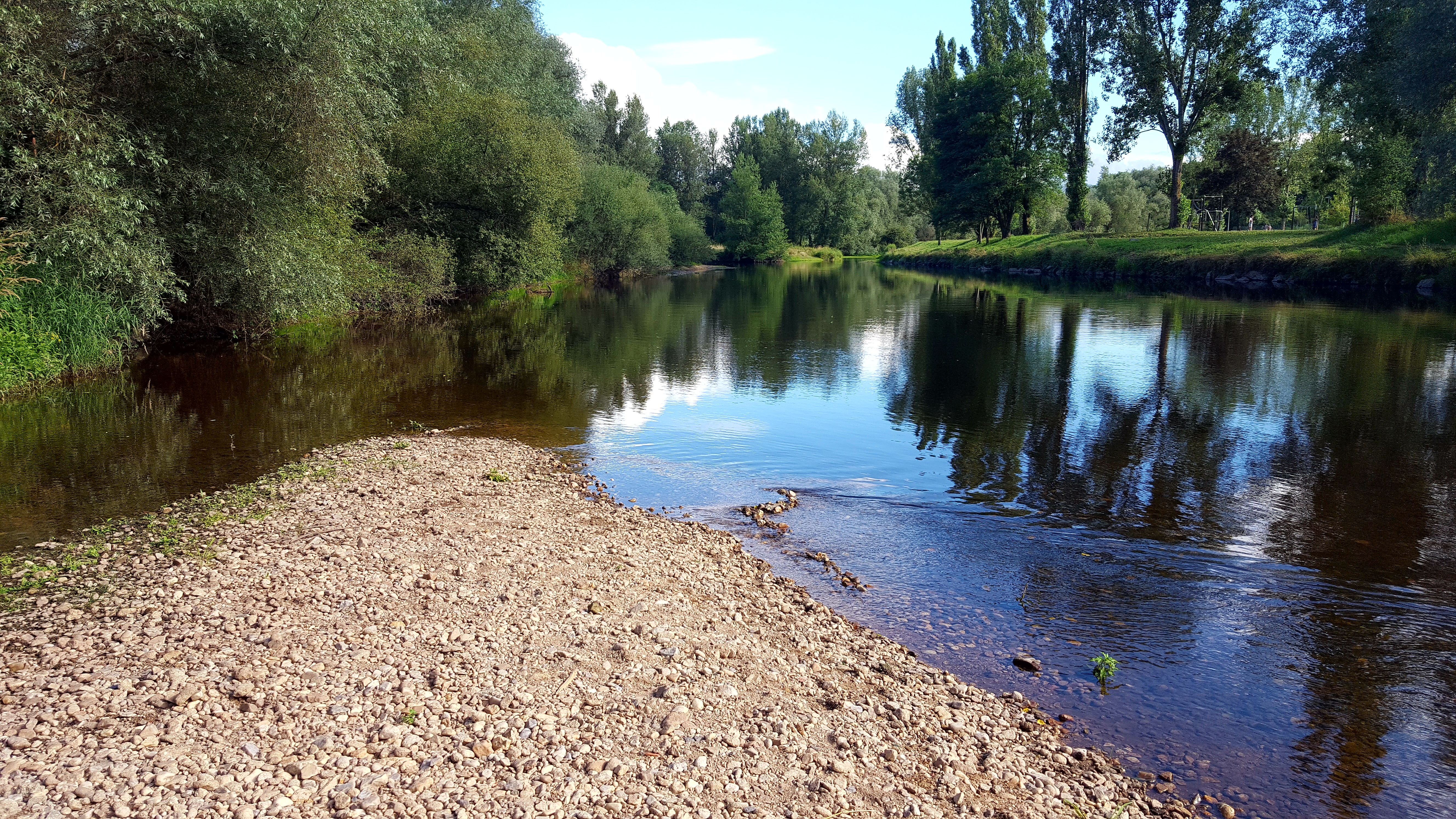
La Dore à la base de loisirs d'Iloa sur la commune de Thiers.

## Affluents

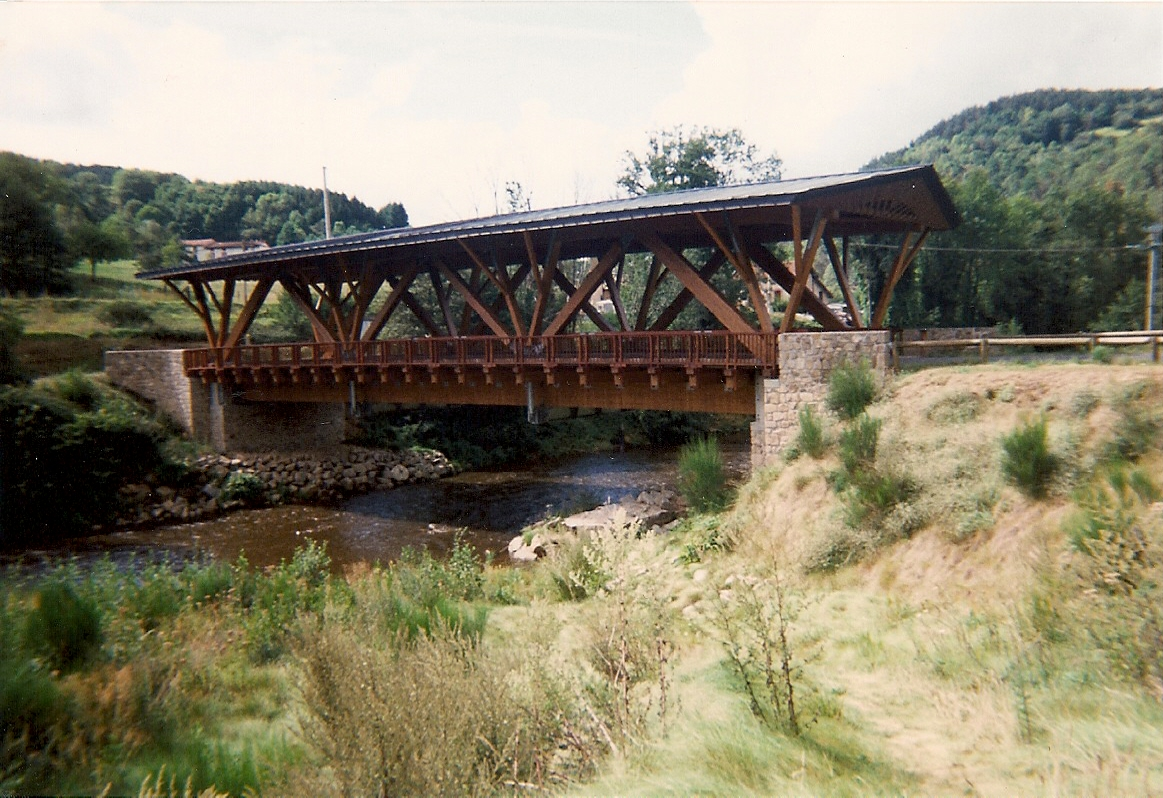
Pont sur la Dore qui mène au village de Saint-Gervais-sous-Meymont.

La Dore compte 65 affluents référencés. Les plus importants sont les suivants :
| Rive gauche | Rive droite |
| --- | --- |
| - La Dolore - Le Beligeon - Le Riolet - Le ruisseau de Minchoux - Le ruisseau des Graves - Le ruisseau de Mende - Le Miodet - Le ruisseau des Martinanches - Le ruisseau du moulin de Layat - Le Lilion - La Malgoutte | - La Dorette (Doranges) - La Dorette (Saint-Alyre) - La Dorette (Dore-l'Église) - La Collanges - Le Tonvic - La grand'rive - La Rousse - Le Batifol - Le ruisseau de Vertolaye - La Farge - Le Gérize - La Faye - La Couleyre - Le Couzon - Le ruisseau des Roches - La Durolle - Le Dorson - La Credogne |

### Rang de Strahler
Donc son rang de Strahler est de cinq.

## Hydrologie

### La Dore à Dorat
Le débit moyen annuel de la Dore, calculé sur 28 ans à Dorat (de 1991 à 2019), est de 19,7 m3/s pour une surface de bassin de 1 523 km2 et à 310 m d'altitude. La rivière présente des fluctuations saisonnières de débit, avec des crues d'hiver-printemps de 25,8 à 30,6 m3/s, de décembre à avril inclus et affichant deux sommets, le premier, un peu plus important, en janvier, et le second, lié entre autres à la fonte des neiges, en avril. L'étiage a lieu à la fin de l'été et au début de l'automne, de juillet à septembre, et est caractérisé par une baisse du débit moyen mensuel atteignant 6,54 m3/s au mois d'août.

### Étiage ou basses eaux
À l'étiage le VCN3 peut chuter jusque 1,5 m3/s, en cas de période quinquennale sèche, soit 1500 litres par seconde, ce qui n'est pas trop sévère, et normal comparé à la moyenne des cours d'eau du bassin de la Loire.

### Crues
Les crues peuvent être importantes, mais sans trop d'excès comme c'est souvent le cas des affluents occidentaux de la Loire ou, pire, des cours d'eau cévenols.
| Fréquence | QIX 2 | QIX 5 | QIX 10 | QIX 20 | QIX 50 |
| --------- | ----- | ----- | ------ | ------ | ------ |
| m3/s      | 170   | 240   | 280    | 330    | 380    |

Le débit instantané maximal enregistré à Dorat durant cette période, a été de 356 m3/s le 17 avril 2005, tandis que le débit journalier maximal enregistré était de 296 m3/s le 3 décembre 2003. En comparant la première de ces valeurs à l'échelle des QIX de la rivière, il apparaît que cette crue était d'ordre vicennal, et donc guère exceptionnelle. La hauteur maximale instantanée a été de 395 cm ou 3,95 m (presque 4 m) le 23 mai 2012.
Les nombreuses crues qu'a connues la Dore ont en partie ensablé le plan d'eau de Courty à Thiers.

### Lame d'eau et débit spécifique
La lame d'eau écoulée dans le bassin de la Dore est de 408 millimètres annuellement, ce qui est relativement élevé en France et nettement supérieur à la moyenne d'ensemble du bassin versant de la Loire (243 millimètres par an). Le débit spécifique (Qsp) atteint 12,9 litres par seconde et par kilomètre carré de bassin.